# Francis Weldon
Francis William Weldon (né le 2 août 1913 à Bombay, mort le 21 septembre 1993 à Chipping Sodbury) est un cavalier britannique de concours complet.

## Carrière
Francis Weldon est lieutenant-colonel de la British Army, plus spécialement de la Royal Horse Artillery.
Il remporte les championnats d'Europe par équipe en 1953, 1954, et 1955 et en individuel la médaille d'argent en 1953 et 1954 et le titre en 1955 ; il est de nouveau second en 1959.
Aux Jeux olympiques d'été de 1956, Weldon gagne la médaille de bronze en individuel et est champion par équipe. Il monte Kilbarry, le cheval avec lequel il monte dans l'armée. Il est présent aux Jeux olympiques d'été de 1960, où il est 25e dans l'épreuve individuel et termine 4e par équipe. Après sa retraite de l'armée et de la compétition équestre en 1966, il écrit des articles sur son sport pour The Sunday Telegraph.